# Lesbianas de Buenos Aires
Lesbianas de Buenos Aires es una película documental de 2002, ópera prima del director y crítico de cine argentino Santiago García.
El documental retrata, a través de tres protagonistas, la vida de un grupo de futbolistas y activistas lesbianas de la ciudad argentina de Buenos Aires, su lucha por su visibilización y los retos sociales a los que se enfrentan como mujeres.